# Three Men in White
Three Men in White (auch geschrieben als 3 Men in White) ist ein US-amerikanisches Filmdrama in schwarz-weiß aus dem Jahr 1944. Regie führte Willis Goldbeck, das Drehbuch schrieben Martin Berkeley und Harry Ruskin. Die Hauptrollen spielten Lionel Barrymore, Van Johnson und Marilyn Maxwell. Three Men in White ist der 13. Film der Dr. Kildare-Serie von Metro-Goldwyn-Mayer und der vierte ohne Dr. Kildare.

## Handlung
Im Blair General Hospital in New York drängen Dr. Randall Adams und Dr. Lee Wong Howe, die beiden Kandidaten für die Stelle als Assistent des renommierten Dr. Leonard Gillespie, auf eine baldige Entscheidung. Da sich Dr. Gillespie aber noch nicht festlegen will, soll jeder einen schwierigen medizinischen Fall lösen. Dr. Lee wird ein Mädchen untersuchen, das so heftig auf Süßigkeiten reagiert, dass die Mutter um das Leben ihrer Tochter fürchtet. Dr. Reed bekommt zunächst keinen Fall zugewiesen, er soll Dr. Gillespie auf ein medizinisches Forum im Sherry Plaza Hotel begleiten. Zwar kommen sie wegen eines Missverständnisses einen Tag zu spät, vor dem Hotel beobachten sie aber, wie eine junge Frau scheinbar betrunken im Auto wegfahren möchte. Sie wird aufgehalten, und ein Polizist möchte sie festnehmen. Als sie in Ohnmacht fällt, erreicht Dr. Adams, dass sie ins Blair General gebracht wird; er verspricht dem Polizisten, umgehend einen Alkoholtest durchzuführen. Die Frau hat die Ohnmacht nur vorgetäuscht, will aber nicht, dass Dr. Adams ihren Namen erfährt. Daher wirft sie ihre Handtasche aus dem Auto. Dann verliert sie wirklich das Bewusstsein. Wie sich im Krankenhaus herausstellt, war sie nicht alkoholisiert, ihr Zustand kam von einer Tablette. Dr. Adams will das näher untersuchen und erreicht, dass ihm dieser Fall als seine Aufgabe zugewiesen wird. Die Frau verlässt jedoch das Hospital. Da Dr. Gilliespies Diener Conover ihre Handtasche gefunden hat, kann sie als die 18 Jahre alte Jean Brown identifiziert werden.
Jean geht es gut, und sie wohnt noch bei ihren Eltern, wie Dr. Adams erfährt, als er ihr die Handtasche zurückbringt. Sie sorgt sich aber sehr um ihre Mutter. Diese ist wegen einer Arthritis immobilisiert, jeder Versuch aufzustehen ist mit unerträglichen Schmerzen verbunden. Somit hat Dr. Adams nun die Aufgabe, der Mutter zu helfen. Gegen die Krankheit kann er wenig tun, da sie unheilbar ist. Hilfe bekommt er von Dr. Lee, als dieser ihn von einer Verabredung im Apartment von Ruth Edly, die ihn unbedingt heiraten will, abholt. Dieser erklärt ihm, dass Mrs. Brown durch ihre Krankheit vermutlich ein deutlich verkürztes Bein habe, weshalb ihre Wirbelsäule schmerzt. Dr. Gillespie erklärt inzwischen der Oberschwester Molly Byrd, warum er die Entscheidung fürchtet: Beide Assistenten seien sehr gute Ärzte, und er sorgt sich um den, den er ablehnen muss.
Am Tag der Entscheidung präsentiert Dr. Lee das Ergebnis seiner Arbeit. Das Mädchen hatte ein Ernährungsdefizit, das er mit Eisen und ein paar Vitaminen beheben konnte. Nun kann sie wieder Süßigkeiten essen. Er ist sehr stolz auf seine Leistung, doch Dr. Gillespie weist ihn darauf hin, dass er ihm durch Hinweise geholfen habe. Dr. Adams ist allerdings weg. Er hat einen Brief hinterlassen, der besagt, dass er Dr. Lee für den deutlich besseren Arzt halte und ihm nicht im Weg stehen wolle. Er wolle die Stadt verlassen. Inzwischen hat er Spezialschuhe für Mrs. Brown besorgt, die er sie im Beisein ihres Mannes und ihrer Tochter ausprobieren lässt. Mit diesen Schuhen kann sie wieder schmerzfrei laufen. Als er das Haus der Familie verlässt, warten Dr. Gillespie und Conover schon auf ihn. Dr. Gillespie bietet ihm die Stelle als Assistent an, doch Dr. Adams lehnt ab und geht weg. Dr. Gillespie hatte außerdem erreicht, dass Dr. Lee nun Leutnant im Medizincorps der chinesischen Armee ist. Und er soll im Team von Dr. Gillespie medizinische Forschung betreiben. Daher ist die Assistentenstelle nun frei für Dr. Adams. Mit Hilfe von Ruth Edly, die ihn auch in New York behalten will, und dem Krankenwagenfahrer Hobart Genet gelingt es, ihn zurück in die Klinik zu bringen.

## Hintergrund

### Besetzung und Technischer Stab
Neben Marilyn Maxwell wurde in Three Men in White auch Ava Gardner als potenzielle Verführerin von Dr. Adams besetzt. Wie Ava Gardner später sagte, mussten die beiden dies wegen des Hays Office aber immer als Komödie spielen. Für Ava Gardner war dies die erste größere Rolle.
In Three Men in White fehlten im Vergleich zu früheren Folgen mit Nat Pendleton, der durch Rags Ragland ersetzt wurde, und Marie Blake zwei, die immer viel zum Humor beigetragen haben. Marie Blake kam wieder zurück zur Serie, Nat Pendleton nicht.
Für das Szenenbild in Three Men in White waren Cedric Gibbons sowie Edwin B. Willis verantwortlich. Die Kostümbildnerin war Irene.

### Dreharbeiten
Die Produktion von Three Men in White lief vom 20. November 1943 bis zum 6. Januar 1944. Gedreht wurde in den Studios von MGM. Die Dreharbeiten mussten Mitte Dezember 1943 unterbrochen werden, da Lionel Barrymore, Van Johnson und Willis Goldbeck an Grippe erkrankt waren. Produzent Carey Wilson wurde unter Quarantäne gestellt.

### Erstaufführung
Three Men in White wurde am 26. Mai 1944 in New York uraufgeführt. Bevor der Film im Juni 1944 in die Kinos kam, war er bereits US-amerikanischen Soldaten in Europa beziehungsweise im Pazifik gezeigt worden war. Der Film wurde von Metro-Goldwyn-Mayer vertrieben. Eine deutschsprachige Version des Filmes gibt es nicht.

## Rezeption

### Kritiken

#### Zeitgenössische Kritiken
Die zeitgenössischen Kritiker hielten Three Men in White für einen schwächeren Eintrag der Serie, meinten aber trotzdem, der Film werde erfolgreich sein. Sei es wegen der Zugkraft der Serie oder weil der Humor die Fans zufriedenstellen würde. Die medizinischen Geschichten seien naiv und eher nicht interessant. Die Liebesgeschichte sei etwas dümmlich und ließe guten Geschmack vermissen, was die Zensur auf den Plan rufen müsste. Der Plot sei schwach, die Dialoge sogar noch schwächer. Van Johnson und Keye Luke überzeugten als Ärzte, Johnson aber nicht so sehr als Liebhaber. Marilyn Maxwell als blonde Versuchung und Ava Gardner als junge Frau mit Problemen seien beide attraktiv.

#### Moderne Kritiken
Die modernen Kritiker meinten, die Serie verliere mehr und mehr an Kraft. Three Men in White sei sehr wenig inspiriert, diesbezüglich käme nichts vom Regisseur oder den Drehbuchautoren. Die Autoren hätten einfach keine Ideen mehr, was man auch daran sehen könne, dass der Wettbewerb zwischen Dr. Adams und Dr. Lee mittlerweile bereits seit drei Folgen liefe und auch in dieser nicht beendet würde. Dennoch fand Craig Butler, dass es Freude mache, den Film zu sehen. Dies liege an der guten und liebenswerten Besetzung. Lionel Barrymore mache einfach Spaß, auch wenn er seine Rolle überspiele. Paul Mavis deutet die übertriebene Darstellung Barrymores mit der mittlerweile großen Popularität Van Johnsons. Barrymore müsse einfach mehr tun, um sich gegen Johnson durchzusetzen. Zudem vermisst Paul Mavis Nat Pendleton und Marie Blake, zwei, die in den vorherigen Filmen viele Lacher bekommen hätten. Leonard Maltin vergab 2 von 4 Punkten ohne dies irgendwie zu begründen.